# Cristóbal Cubilla
Cristóbal Cubilla Delgadillo (Asunción, Paraguay, 1 de enero de 1962) es un exfutbolista paraguayo y actual director técnico. Se desempeñaba como mediocampista. Alcanzó su máximo rendimiento entre 1990 y 1991, período en el que disputó siete finales internacionales con el Club Olimpia. Entre ellas, destacó la conquista de la Copa Libertadores 1990 con el conjunto franjeado.

## Trayectoria

### Como jugador
Se inició en el club Independiente de Campo Grande de la Tercera División de Paraguay, en el año 1980; luego de sus grandes actuaciones, pasó al club Cerro Porteño por 5 temporadas, desde 1981 a 1985, logrando su primer vicecampeonato en la Primera División de Paraguay (1984), y propia clasificación a la Copa Libertadores 1985.
Fue convocado a la selección paraguaya, para el Campeonato Sudamericano Sub-20, realizado en Bolivia (1983). Al año siguiente volvió a integrar la selección, esa vez para los Pre-Juegos Olímpicos Sub-23 en Ecuador (1984), donde lograría el tercer puesto.
En 1986 fue al club Sol de América, donde fue campeón por primera vez en la Primera División de Paraguay, anotando 5 goles; además de la clasificación y participación en la Copa Libertadores 1987, dirigido por el entonces entrenador, Sergio Markarián.
En 1987/88 fue transferido al Necaxa de México, donde jugó 32 partidos de 38, 29 los 90' (minutos), con un total de 2583' en campo, y 4 goles.
En 1988/89 pasó al Once Caldas de Colombia, donde marcó varios goles y quedó estampado en el pensamiento del hincha colombiano de aquella época, por aquel tremendo gol maradoniano marcado al Deportivo Cali en agosto del 1989.
En 1990 pasó al Olimpia, dirigido por el entrenador, Luis Cubilla. Fue campeón de las siguientes copas:
- Copa Nehru en la India, ante el Club de Gimnasia y Esgrima La Plata de Argentina.
- Copa Libertadores 1990 ante el Barcelona en Guayaquil - Ecuador.
- Supercopa Sudamericana 1990 ante el Nacional de Uruguay.
- Vicecampeón Copa Intercontinental 1990 ante el AC Milan de Italia, en Tokio - Japón.

En 1991, dirigido por Aníbal Ruiz. Fue campeón de las copas:
- Recopa Sudamericana.
- Vicecampeón Copa Libertadores 1991 ante Colo Colo de Chile.
- Vicecampeón Copa Interamericana 1990 ante el América de México, en el Estadio Azteca.
- Semifinalista Supercopa Sudamericana 1991 ante el Cruzeiro de Brasil.
- Tercer Puesto Campeonato Paraguayo, clasificando a la Copa Conmebol 1992.

Al año siguiente, en 1992 fue a préstamo al club Libertad, siendo vicecampeón del Campeonato Paraguayo de Fútbol 1992 ante Cerro Porteño.
En 1993 regresó al club Olimpia para el primer semestre del año, participando de la Copa Libertadores 1993 hasta cuartos de final, dirigido por Ever Hugo Almeida. También fue campeón invicto en la Primera Fase del Torneo Paraguayo; para el segundo semestre pasó al Club Guaraní, culminando tercer puesto en el Campeonato Paraguayo de Fútbol 1993.
En 1994 formó parte del club Deportivo Humaitá en el torneo paraguayo.
En 1995 fue a la (Serie B) - División Intermedia, al Club Atlético Tembetary, consagrándose campeón, logrando así el ascenso a la Primera División de Paraguay.
En 1996 fue transferido al club FBC Melgar, de Arequipa - Perú, participando en el Campeonato Descentralizado. Distputó 25 partidos de 30, y anotó 5 goles.
En 1997 pasó al Shanghái Shenhua de China.
Su retiro futbolístico fue en 1998, jugando por el Foz do Iguaçu Futebol Clube, participando en el torneo paranaense del fútbol brasilero, siendo semifinalista del campeonato ante el Portuguesa FC

### Datos
(1)Club de Tercera División de Paraguay(Par), (1)Segunda División de Paraguay(Par), (6)Clubes de Primera División de Paraguay(Par), (5)Clubes del Exterior.
Posee un registro de 216 partidos jugados en la Primera División de Paraguay, con 24 goles anotados entre los años (1981-1994).
Además, 24 partidos internacionales, representando a equipos nacionales entre los años (1987-1993); y 4 encuentros oficiales jugados por la Selección Paraguaya (1983). Un total de 240 partidos jugados por equipos paraguayos. y 4 por la Selección Paraguaya.
Por otro lado, lleva un total aproximado de 100 partidos jugados, y 20 goles anotados en ligas extranjeras.

### Participaciones internacionales
- Participación en la Copa Libertadores 1985 con el Club Cerro Porteño de Paraguay – Año 1985

- Participación en la Copa Libertadores 1987 con el Club Sol de América de Paraguay – 1987

- Participación en la Copa Libertadores 1990 con el Club Olimpia de Paraguay – Año 1990 (CAMPEÓN)

- Participación de la Copa Nehru en la India con el Club Olimpia de Paraguay – Año 1990 (CAMPEÓN)

- Participación de la Supercopa Sudamericana 1990 con el Club Olimpia de Paraguay – Año 1990 (CAMPEÓN)

- Participación en la Copa Intercontinental 1990 con el Club Olimpia de Paraguay – Año 1990 (VICE CAMPEÓN)

- Participación de la Recopa Sudamericana con el Club Olimpia de Paraguay – Año 1991 (CAMPEÓN)

- Participación en la Copa Libertadores 1991 con el Club Olimpia de Paraguay – Año 1991 (VICE CAMPEÓN)

- Participación en la Copa Interamericana 1990 con el Club Olimpia de Paraguay – Año 1991. (VICE CAMPEÓN)

- Participación de la Supercopa Sudamericana 1991 con el Club Olimpia de Paraguay – Año 1991 (SEMIFINALISTA)

- Participación en la Copa Libertadores 1993 con el Club Olimpia de Paraguay - Año 1993. (CUARTOS DE FINAL)

### Jugador destacado del club
- Independiente de Campo Grande
- Sol de América
- Olimpia
- Libertad
- Guaraní
- Atlético Tembetary

### Resumen de los partidos jugados en copas internacionales
| Club                | Competición                    | PJ | Resultado        | Año  |
| ------------------- | ------------------------------ | -- | ---------------- | ---- |
| Selección Paraguaya | Campeonato Sudamericano Sub-20 | 4  | Primera fase     | 1983 |
| Club Sol de América | Copa Libertadores              | 6  | Primera fase     | 1987 |
| Olimpia             | Copa Libertadores              | 5  | Campeón          | 1990 |
| Olimpia             | Supercopa Sudamericana         | 5  | Campeón          | 1990 |
| Olimpia             | Copa Intercontinental          | 1  | Vice - Campeón   | 1990 |
| Olimpia             | Copa Libertadores              | 5  | Vice - Campeón   | 1991 |
| Olimpia             | Copa Interamericana            | 1  | Vice - Campeón   | 1991 |
| Olimpia             | Copa Libertadores              | 1  | Cuartos de final | 1993 |

Datos: Un total de 24 partidos internacionales, representando a equipos nacionales.
(en 10 participaciones por copas internacionales); y 4 partidos oficiales por la Selección Paraguaya.

### Campeón de la Copa Libertadores de América - Club Olimpia 1990
Inició el torneo continental en el grupo 5, junto al Club Cerro Porteño de Paraguay, el Vasco Dama de Río de Janeiro y el Gremio de Porto Alegre.
Al clasificar, Olimpia debía enfrentar al 3.º del grupo 2, que quedó vacante por la participación de los clubes colombianos. En consecuencia, El Decano quedó libre en la Segunda Fase y avanzó a la Tercera. Allí se encontró con la Universidad Católica. En la semifinal se topó con un rival conocido, el Atlético Nacional de Medellín (lo eliminó por penales).
Y en la gran final se enfrentó al Barcelona de Guayaquil, en Ecuador.
Así El Rey de Copas inició el año donde ganaría varias copas internacionales y vicecampeonatos importantes.

### Campeón de la Supercopa Sudamericana - Club Olimpia 1990
La Supercopa Sudamericana 1990 fue la 3.ª edición del torneo. Se disputó con la participación de 13 equipos: aquellos que habían llegado a ser campeones de la Copa Libertadores de América, a excepción de Atlético Nacional que había sido excluido temporalmente por la Conmebol.
El campeón fue Olimpia, que consiguió de esa forma su primer título. De esta manera, ocurrió algo que jamás se había producido y que hasta el día de hoy no se ha repetido: el club paraguayo debió haber jugado la Recopa Sudamericana 1990, pero como ya había obtenido Copa Libertadores 1990, automáticamente se adjudicó el título ya que no tenía oponente con quien disputarla.

### Finalista de la Copa Intercontinental - Club Olimpia 1990
La Copa Intercontinental o Copa Europea-Sudamericana Intercontinental Cup o European/South American Cup, respectivamente, fue una competición internacional de clubes de fútbol que enfrentaba anualmente al campeón de la Liga de Campeones de la UEFA con el vencedor de la Copa Libertadores de América de la CONMEBOL.
La Copa Intercontinental 1990 fue la 29.ª edición del torneo. Enfrentó al campeón de Europa ante el campeón de Sudamérica.

### Clubes clasificados
Se fueron decidiendo a lo largo de 1990 entre las dos competiciones continentales de mayor historia.
| UEFA (Europa)         |  | AC Milan |  | Campeón de la Liga de Campeones de la UEFA (1989-90) |
| CONMEBOL (Sudamérica) |  | Olimpia  |  | Campeón de la Copa Libertadores de América (1990)    |

### Campeón de la Recopa Sudamericana - Club Olimpia 1991
La Recopa Sudamericana es un torneo internacional de fútbol sudamericano que se disputa anualmente, y es organizado por la Confederación Sudamericana de Fútbol.
Esta competición se realiza todos los años desde 1989 a excepción de los años 1999, 2000, 2001 y 2002. Se juega anualmente entre el campeón de la Copa Libertadores de América y la Copa Sudamericana.
No se disputó. Olimpia fue declarado campeón automáticamente al haber ganado la Libertadores y la Supercopa, ambas en 1990.

### Como entrenador
Luego de una exitosa carrera como jugador de fútbol profesional, inició su carrera como entrenador; debutando en las inferiores del Club Olimpia, logrando vicecampeonatos, campeonatos invictos y absolutos, en la sub-20, sub-18 y sub-17. Nombrado "Entrenador Destacado" del Campeonato Paraguayo Sub-17 en el 2003 tras conseguir el título absoluto - invicto.
Su paso por las inferiores del Club Olimpia fue del 2002 a 2004.
En 2004 dirigió al Club Hijos de Mayo de la Liga Villetana.
En 2005 tomó el mando del Valois Rivarola, donde teniendo un campañón, pasó ese mismo año a dirigir al Atlántida Sport Club de la Primera División C del fútbol paraguayo.
En 2006 fue a la Argentina a dirigir al Club Sportivo Patria de Formosa, llegando hasta cuartos de final en la Temporada 2006/07 del Torneo Argentino A.
En el apertura del 2007 dirigió al Club Sportivo 2 de Mayo de Pedro Juan Caballero; y en el clausura pasó al equipo que lo vio nacer como jugador, al Club Independiente F.B.C. de Asunción. Ambos clubes en categoría reserva.
En 2008 fue su debut como entrenador de fútbol en la Primera División de Paraguay, en el Club Atlético 3 de Febrero de Ciudad del Este, manteniéndolo en la División de Honor, ya que estaba en peligro de perder la categoría. En el Torneo Apertura 2008 (Paraguay) lo ubicó al club del Este en la 7.ª posición, fuera de la zona roja del descenso y la promoción. Calificado como el "Entrenador Revelación" de aquel torneo; ganándole a los tres clubes grandes de Paraguay, a Olimpia por (3-1) de local, a Cerro Porteño por (1-0) de local, y a Guaraní (0-1) de visitante. Además, un empate ante Nacional (2-2) de local. En líneas generales, una buena performance del técnico Cubilla.
En 2009 dirigió al Sport Huancayo de Perú, equipo recién ascendido al Campeonato Descentralizado 2009, donde logró la clasificación histórica a la Copa Sudamericana 2010. Fue protagonista del torneo. Peleó el pase a los Play Off finalizando en la 2.ª ubicación en el grupo par de la liguilla, y 4.º en la tabla anual de la Copa Cable Mágico con 70 puntos. Su mejor racha en la temporada 2009 fue de un mes sin derrotas, cuatro triunfos consecutivos (en etápa de liguilla final). Fue el primer entrenador huancaíno en lograr un triunfo ante el Club Alianza Lima, FBC Melgar, Universidad San Martín, Cienciano y Universitario de Deportes. Además, de aquella goleada inolvidable por 7-0, obtenida ante el Coronel Bolognesi de Roberto Mosquera Vera. El profesor guaraní fue el "Entrenador Sensación" de aquella temporada, caracterizado por un juego ofensivo y goleador. Calificado como "Entrenador Clase A", por Juvenal Silva, expresidente del Club Cienciano - Cuzco. Posee el récord actual en "Mayor Cantidad De Puntos Obtenidos" por el cuadro huancaíno en una temporada. Sumó 70 unidades, obteniendo así el 75% de efectividad en resultados positivos.
En 2010 de manera insólita, no le renuevan el contrato. Pero meses después, con otro entrenador, el cuadro huancaíno solo conoce malos resultados. Entonces, vuelven a llamar al profe Cubilla para dirigir al equipo peruano, manteniéndolo en la Primera División del Perú, participando en el Campeonato Descentralizado 2010 y en la Copa Sudamericana 2010 hasta la Segunda Fase. En el torneo local lo ubicó en la 8.ª posición, fuera de la zona roja del descenso, dejando buena imagen de aquella temporada 2009. En cuanto al torneo internacional, fue eliminado en la Segunda Fase de la Copa Sudamericana 2010.
En el primera semestre del año 2011 dirigió al General Caballero CG en la Primera División B (Paraguay). Luego pasó a la Selección Paranaense de fútbol, logrando el Campeonato Estadual - Campeonato Nacional de Interligas 2011/12 (Paraguay), y el ascenso a la División Intermedia - Segunda División de Paraguay.
En el Torneo Clausura 2011 (Paraguay) fue Asesor Deportivo del Club Tacuary, donde logró otra clasificación a la Copa Sudamericana 2012.
En el Torneo Apertura 2012 (Paraguay) toma al Club Independiente F.B.C., en la Primera División de Paraguay. En marzo de ese año, pone la renuncia a su cargo, ya que las autoridades del club campograndense empezaron a tener problemas dirigenciales. El estratega decidió dar un paso al costado.
Ese mismo año dirige al Club Sportivo 2 de Mayo de Pedro Juan Caballero, en el Torneo de la División Intermedia de Paraguay 2012; club a quien lo salva del descenso. Cuando el estratega paraguayo asumía la dirección técnica del "Gallo Norteño", la institución solo contaba con 3 unidades, culminó con 42 puntos. Un total de 55% de efectividad. Inició la Temporada 2013 con buena ubicación en el promedio.
El 5 de enero del 2013 viaja a México para realizar una capacitación de entrenadores. Meses después la Revista Digital La Liga lo oficializa como técnico del Club Real Cuautitlán para el Torneo 2013-2014 Segunda División de México. En el Apertura 2013 obtuvo el 50% de efectividad. El cuadro mexiquense logró llegar hasta semifinales de la Copa de la Liga Premier de Ascenso.
También colaboró en las divisiones menores del Club América, denominado Nido Águila Cuautitlán Izcalli donde dejó mucha enseñanza a los futuros jugadores del cuadro amarillo.
El 23 de noviembre de ese año, la Revista Digital La Liga lo anuncia como nuevo entrenador del Club Reynosa F.C. en la Segunda División de México. Convirtiéndose así en el Primer Entrenador Extranjero de La Roja. Participó en el Torneo Clausura 2014 de la Liga Premier de Ascenso. Su mejor racha fue de seis semanas sin conocer la derrota. En el 62% del torneo sumó puntos y conoció la derrota en tan solo 5 ocasiones. Bajo la dirección técnica de Cubilla, el cuadro tamaulipeco se mantuvo fuera de la zona roja del descenso.
Para el segundo semestre del 2014 el nombre del prof. suena como candidato del Club Atlético 3 de Febrero de Ciudad del Este en la Primera División de Paraguay, club al que lo había salvado del descenso en el 2008. Además, es sondeado por un club al sureste, en la Segunda División de México.
En 2015 asumió como entrenador del club Real Zamora en la Segunda División de México. El equipo formado por Cubilla logró llegar hasta la final del Torneo Apertura 2015 Liga de Nuevos Talentos.
Ese año también tuvo su paso por las Divisiones Formativas del Club Xolos de Tijuana.
Tras su buena performance y tener un par de ofertas, finalmente en 2016 aceptó el reto de formar y promocionar jugadores canteranos para el club Tiburones Rojos de Veracruz en la Segunda División de México. En el torneo mexicano obtuvo un total de 60% de efectividad en puntos obtenidos. Disputó 3 clásicos veracruzanos, ganando 1 e igualando 2.
En ese mismo año tuvo ofertas para seguir en el fútbol mexicano, específicamente del club Gallos Blancos del Querétaro Filial y del Club Guerreros de Tierra Caliente de la Tercera División de México.
A fines del 2016, el profe Cubilla decide volver a su país luego de dirigir 4 años en México. El 24 de diciembre, es confirmado por la directiva del Deportivo Liberación como nuevo DT para la Temporada 2017 en la Segunda División de Paraguay.
Para el segundo semestre del año 2017 es contratado como Coordinador General en las Divisiones Formativas del Deportivo Capiatá. Con la sub-19 logró el vicecampeonato y en las generales el 4° lugar por encima de Guaraní, Sol y Luqueño. Promocionó a 5 jugadores al plantel profesional. Junior Marabel, Joel Roa, Fredy Vera, Maicol Fernández, y Hugo Benítez, de los cuales, Marabel, Roa y Vera fueron cedidos al Club Cerro Porteño para la temporada 2018/2019.
Al culminar su contrato con la institución capiateña, a fines del 2018 es contratado por el Jocoro Fútbol Club en la Primera División de El Salvador para pelear la permanencia en el año 2019. Con el equipo centroamericano llegó a octavos de final de Copa El Salvador de forma invicta, y en la liga lo dejó 7 puntos fuera de la zona del descenso. Los Fogoneros salvaron la categoría en dicho certamen. El presidente de la institución le ofreció seguir en el club pero el estratega decidió dar un paso al costado.
Para el segundo semestre del año volvió a Paraguay y tomó el timón del Club Guaraní (Trinidad). En la Liga Alto Paraná de Fútbol logró el tricampeonato invicto el miércoles 11 de septiembre tras igualar de visita 1-1 con Independiente. En la ida el aborigen se había impuesto 2x0 como local. Dirigió 9 partidos; 7 victorias y 2 empates, 28 goles a favor y 6 en contra. Un total de 87% de efectividad.
En el Campeonato Nacional B 2019 logró el título de campeón tras igualar en la final ida 1x1 e imponerse en la vuelta 1x3 sobre Sportivo Carapeguá. El aurinegro obtuvo el ascenso a Segunda División realizando una gran campaña, con plantel corto, pero muy competitivo. Caracterizado por su orden, buen juego y contundencia. En el camino eliminó a Itapuense en cuartos de final y a San Pedro en semifinal. Cubilla dirigió 18 partidos, 10 victorias, 6 empates, 2 derrotas, 26 goles a favor y 15 en contra. El estratega asumió el cargo cuando el aborigen se encontraba sin punto alguno. Debutó con goleada 4x0 a favor sobre 19 de julio.
En el año dirigió 27 partidos, 17 victorias, 8 empates, 2 derrotas, 54 goles a favor y 21 en contra. Un total de 73% de efectividad.
Con la llegada de la pandemia, el certamen de la Segunda División del Fútbol Paraguayo no se disputó en el 2020. Al año siguiente, con un juego caracterizado por el orden y la solidez física, finalizado el Torneo de la División Intermedia 2021, el representante de Itapúa se mantuvo en la categoría con 41 puntos obtenidos. El DT Cristóbal Cubilla cosechó el 52% de los puntos. Itapúa continuó con equipo profesional en la División Intermedia 2022.
A finales de ese año tuvo un breve paso por el Deportivo Itapuense, otro equipo de Itapúa, que disputaría el torneo regional. El capitalino clasificó a las fases finales, y por motivos personales renunció a su cargo. El equipo que armó Cubilla llegó hasta semifinales de la Liga Encarnacena de Fútbol 2021/22.
En el 2022 toma el timón del Club Mariscal López de Carapegua que participará en el Campeonato Nacional B 2022, buscando así el ascenso a la División Intermedia, como lo había logrado dos torneos antes. Se sabe que el estratega Cubilla ha reforzado al equipo Rojo con unos jugadores de mucha trayectoria, tales como: Julián Benítez, Gustavo Noguera, Tomás Bartomeus, Marco Prieto y Eduardo Echeverría entre otros. El inicio del certamen está marcado para el mes de julio.
Peleó el ascenso hasta las etápas finales del certamen perdiendo un solo partido.
En el 2023 realizó un curso de capacitación en Brasil, y posteriormente dirigió al Club Pilcomayo F.B.C. en la Primera División C del fútbol paraguayo.

### Participaciones internacionales
- Participación en la Temporada 2006/07 del Torneo Argentino A. Club Sportivo Patria de Formosa - Año 2006 (cuartos de final)

- Participación en el Campeonato Descentralizado 2009 del Perú. Club Sport Huancayo - Año 2009 (4.º Puesto).

- Participación en el Campeonato Descentralizado 2010 del Perú. Club Sport Huancayo - Año 2010 (8.º Puesto - Permanencia en la categoría).

- Participación en la Copa Sudamericana 2010. Club Sport Huancayo - Año 2010 (2.ª Fase).

- Participación en el Torneo 2013-2014 Segunda División de México - Apertura 2013. Club Real Cuautitlán - Año 2013 (Semifinal  Copa de la Liga Premier MX).

- Participación en el Segunda División de México - Club Reynosa F.C. - Año 2014 (Permanencia en la categoría).

- Participación en el Segunda División de México - Club Real Zamora - Año 2015 (Vicecampeón y posterior ascenso).

- Participación en el Segunda División de México - Club Tiburones Rojos de Veracruz - Año 2016.

- Participación en la Primera División de El Salvador - Jocoro Fútbol Club - Año 2019.

### Entrenador destacado del club
- Club Olimpia Sub-17, Sub-18, Sub-20
- Club Atlético 3 de Febrero
- Sport Huancayo
- Club Guaraní (Trinidad)

### Cursos de capacitación
- Curso Taller de capacitación para técnicos deportivos (ENEF) Dictado por el Prof. Aníbal Ruiz. D.T. Selección Paraguaya de Fútbol. Año 2003.

- Seminario Taller de actualización de Técnicas y Tácticas de Fútbol. Dictado por el Prof. Carlos Salvador Bilardo.

- Seminario Taller de actualización de Técnicas y Tácticas de Fútbol. Dictado por el Prof. Francisco Maturana. Año 1989.

- Seminario Taller de actualización de Técnicas y Tácticas de Fútbol. Dictado por el Prof. Hernán Darío Gómez. Año 1989.

- Curso de capacitación nutricional de deportistas dictado por el Prof. Juan Carlos Tavarelli.

- Curso de Técnicas grupales aplicadas al deporte. Dictado por el Prof. Aníbal Ruiz.

## Selección nacional
Representó a Paraguay a nivel internacional en las categorías sub-20 y sub-23, participando en el Campeonato Sudamericano Sub-20 de 1983 y en el Torneo Preolímpico Sudamericano de 1984.

## Clubes

### Como jugador
| Club                        | País     | Año       |
| --------------------------- | -------- | --------- |
| Independiente F.B.C.        | Paraguay | 1980      |
| Cerro Porteño               | Paraguay | 1981-1985 |
| Sol de América              | Paraguay | 1986-1987 |
| Necaxa                      | México   | 1987-1988 |
| Once Caldas                 | Colombia | 1988-1989 |
| Olimpia                     | Paraguay | 1990-1991 |
| Libertad (cedido)           | Paraguay | 1992      |
| Olimpia                     | Paraguay | 1993      |
| Guaraní                     | Paraguay | 1993      |
| Deportivo Humaitá           | Paraguay | 1994      |
| Atlético Tembetary          | Paraguay | 1995      |
| FBC Melgar                  | Perú     | 1996      |
| Shanghái Shenhua            | China    | 1997      |
| Foz do Iguaçu Futebol Clube | Brasil   | 1998      |

### Como asesor deportivo
| Club    | País     | Año    |
| ------- | -------- | ------ |
| Tacuary | Paraguay | 2011-C |

### Como entrenador
| Club                                          | País        | Año        |
| --------------------------------------------- | ----------- | ---------- |
| Olimpia                                       | Paraguay    | 2002-2004  |
| Valois Rivarola                               | Paraguay    | 2005       |
| Atlántida Sport Club                          | Paraguay    | 2005       |
| Club Sportivo Patria                          | Argentina   | 2006-A     |
| Club Sportivo 2 de Mayo                       | Paraguay    | 2007       |
| Independiente F.B.C.                          | Paraguay    | 2007       |
| Club Atlético 3 de Febrero                    | Paraguay    | 2008-A     |
| Sport Huancayo                                | Perú        | 2009-D     |
| Sport Huancayo                                | Perú        | 2010-D     |
| General Caballero CG                          | Paraguay    | 2011       |
| Selección Paranaense                          | Paraguay    | 2011-I     |
| Independiente F.B.C.                          | Paraguay    | 2012-A     |
| Real Cuautitlán                               | México      | 2013       |
| Club América - Nido Águila Cuautitlán Izcalli | México      | 2013       |
| Reynosa F.C.                                  | México      | 2014       |
| Real Zamora                                   | México      | 2015       |
| Xolos Tijuana - Divisiones Formativas         | México      | 2015       |
| Tiburones Rojos de Veracruz                   | México      | 2016       |
| Deportivo Liberación                          | Paraguay    | 2017       |
| Coordinador Deportivo Capiatá                 | Paraguay    | 2017-2018  |
| Jocoro Fútbol Club                            | El Salvador | 2018-2019  |
| Club Guaraní (Trinidad)                       | Paraguay    | 2019-2021  |
| Club Mariscal López                           | Paraguay    | 2022 -2023 |
| Club Pilcomayo F.B.C.                         | Paraguay    | 2023       |

### Equipos de Liga
- Club Hijos de Mayo - Liga Villetana.

- Club Libertad - Liga Pirayuense.

- Club 31 de Julio - Liga Ignaciana. Semifinalista.

- Club 2 de Febrero - Liga Capiateña. Cuartos de final.

- Club Sportivo Peñón - Liga Limpeña.

- Club Guarani de Trinidad - Liga Alto Paraná. Tricampeón invicto.

- Club Itapuense - Liga Encarnacena. Fases finales.

## Palmarés

### Como jugador

#### Títulos nacionales
| Título               | Club           | País     | Año  |
| -------------------- | -------------- | -------- | ---- |
| Campeonato Paraguayo | Sol de América | Paraguay | 1986 |
| Campeonato Paraguayo | Olimpia        | Paraguay | 1993 |
| División Intermedia  | Tembetary      | Paraguay | 1995 |

#### Tïtulos internacionales
| Título                 | Club    | Lugar           | Año  |
| ---------------------- | ------- | --------------- | ---- |
| Copa Nehru             | Olimpia | India           | 1990 |
| Copa Libertadores      | Olimpia | América del Sur | 1990 |
| Supercopa Sudamericana | Olimpia | América del Sur | 1990 |
| Recopa Sudamericana    | Olimpia | Asunción        | 1991 |

### Como entrenador

#### Títulos nacionales
| Título                            | Club                    | País     | Año     |
| --------------------------------- | ----------------------- | -------- | ------- |
| Campeonato Paraguayo              | Olimpia Sub-17          | Paraguay | 2003    |
| Campeonato Nacional de Interligas | Selección Paranaense    | Paraguay | 2011-12 |
| Campeonato Paranaense             | Club Guaraní (Trinidad) | Paraguay | 2019    |
| Nacional B                        | Club Guaraní (Trinidad) | Paraguay | 2019    |

## Distinciones individuales
| Distinción | Año    |
| --- | ------ |
| Campeón histórico con Sol de América en la Primera División de Paraguay                                                                                                  | 1986   |
| Distinción honorable por disputar siete finales internacionales con Olimpia en dos años calendario, incluyendo la Copa Libertadores 1990 y la Copa Intercontinental 1990 | 1991   |
| Integrante de Olimpia (1990-1993), reconocido por la IFFHS como el «5.º mejor club continental del siglo XX»                                                             | 2000   |
| «Héroe del 90», nombrado en el libro 100 Años de Gloria por la Copa Libertadores 1990 con el Club Olimpia                                                                | 2002   |
| Entrenador destacado del Campeonato Paraguayo Sub-17 con el Club Olimpia                                                                                                 | 2003   |
| Entrenador Revelación de la Primera División de Paraguay con Club Atlético 3 de Febrero                                                                                  | 2008-A |
| Entrenador Sensación del Campeonato Descentralizado de Perú con Sport Huancayo                                                                                           | 2009-D |
| Entrenador Clase A, reconocido por Juvenal Silva, expresidente de Cienciano                                                                                              | 2009   |
| Récord de puntos en una temporada con Sport Huancayo (70 puntos) | 2009   |
| Primer entrenador extranjero en dirigir a Reynosa F.C. en la Segunda División de México                                                                                  | 2014   |
| Mejor entrenador de la Liga Alto Paraná de Fútbol (LAPF) con el Club Guaraní (Trinidad)                                                                                  | 2019   |
| Entrenador destacado de la Primera División B Nacional con el Club Guaraní (Trinidad)                                                                                    | 2019   |